# Worldham
Worldham est une paroisse civile du Hampshire, en Angleterre.